# 9055 Edvardsson
9055 Edvardsson este un asteroid din centura principală de asteroizi.

## Descriere
9055 Edvardsson este un asteroid din centura principală de asteroizi. A fost descoperit pe 29 februarie 1992 la Observatorul La Silla în cadrul programului UESAC. Asteroidul prezintă o orbită caracterizată de o semiaxă mare de 2,81 ua, o excentricitate de 0,28 și o înclinație de 7,8° în raport cu ecliptica.